# Nathan Divinsky
Nathan Joseph Harry Divinsky (29. Oktober 1925 in Winnipeg, Manitoba – 17. Juni 2012 in Vancouver) war ein kanadischer Mathematiker, Universitätsprofessor, Schachmeister, Schachschriftsteller sowie Schachfunktionär. Divinsky war auch als Ehemann der 19. Premierministerin von Kanada, Kim Campbell, bekannt. Divinsky und Campbell waren von 1972 bis 1983 verheiratet.

## Frühes Leben, Ausbildung, berufliche Laufbahn
Er wurde 1925 in Winnipeg, Manitoba, geboren und war ein Freund des kanadischen Schachgroßmeisters und Anwalts Daniel Yanofsky. Divinsky erhielt 1946 einen Bachelor of Science an der Universität von Manitoba. Er erhielt 1947 einen Master of Science und 1950 einen Doktortitel in Mathematik bei A. A. Albert der Universität von Chicago. Danach kehrte er nach Winnipeg zurück und war die meiste Zeit der 1950er-Jahre Mitarbeiter in der mathematischen Abteilung der University of Manitoba. Divinsky wechselte dann nach Vancouver, wo er als Mathematikprofessor und auch als Assistenzdekan für Wissenschaft an der University of British Columbia in Vancouver tätig war. Dort verbrachte er den Rest seines Berufslebens.
Im Discovery Channel Kanada, heute Daily Planet, wurde er in vielen Sendungen über Mathematik und Schach vorgestellt. Während der ersten beiden Staffeln der Sendung präsentierte er einen wöchentlichen Wettbewerbsabschnitt mit Schwerpunkt auf mathematischen Rätseln.
Divinsky war von 1974 bis 1980 Mitglied der Schulbehörde von Vancouver und hatte von 1978 bis 1980 den Vorsitz inne. Von 1981 bis 1982 war er Mitglied im Stadtrat von Vancouver.

## Schach
Divinsky lernte sein frühes Schachspiel als Teenager zusammen mit Yanofsky im jüdischen Schachklub von Winnipeg. Bei der Geschlossenen kanadischen Schachmeisterschaft 1945 in Saskatoon erreichte er mit 9,5/12 zusammen mit John Belson den 3. bis 4. Platz; die gemeinsamen Sieger waren Yanofsky und Frank Yerhoff mit 10,5/12. Bei der 1951 in Vancouver ausgetragenen Geschlossenen kanadischen Schachmeisterschaft erzielte Divinsky mit 6/12 Punkten ein Unentschieden für die Plätze 5 bis 7. Sowohl 1946 als auch 1952 gewann er die Manitoba-Meisterschaft und wurde 1945 Vizemeister. Bei den Manitoba Open 1959 errang er den ersten Platz. Divinsky erzielte 7,5/11 bei Bognor Regis 1966 und belegte damit unentschieden die Plätze 7–13.
Er vertrat Kanada zweimal bei den Schacholympiaden, 1954 in Amsterdam (zweites Reservebrett, 0,5/1) und 1966 in Havanna (zweites Reservebrett, 4,5/8). Divinsky war spielender Kapitän für beide Mannschaften und nicht spielender Kapitän der kanadischen Olympiamannschaft von 1988. Divinsky erlangte in Kanada das Spielniveau eines Nationalen Meisters und erhielt durch die Commonwealth Chess Association (gegründet von dem englischen Großmeister Raymond Keene) den Ehrentitel Internationaler Meister (obwohl er diesen Titel nicht offiziell von der FIDE, dem Weltschachverband, erhielt).
Divinsky war seit 1972 auch ein Life Master in Bridge.
Divinsky war von 1959 bis 1974 Herausgeber der Zeitschrift Canadian Chess Chat und schrieb gelegentlich Beiträge für andere kanadische Schachzeitschriften. Seit den 1950er-Jahren spielte er eine wichtige Rolle in der Schachorganisation in Kanada. Er vertrat Kanada bei der Weltschachföderation FIDE von 1987 bis 1994 und erneut 2007. Während beider Amtszeiten war er Mitglied der FIDE-Generalversammlung, da Kanada eine Zone der FIDE ist. Er ist Mitglied der kanadischen Chess Hall of Fame, amtierte 1954 als Präsident des Schachverbands von Kanada und war Life Governor des CFC.
Er verfasste mehrere Bücher über Schach. Der Schachhistoriker Edward Winter äußerte sich in einer Rezension von 1992 sehr kritisch gegenüber Divinskys "The Batsford Chess Encyclopedia" und nannte sie "Eine katastrophale Enzyklopädie". Winter wählte es im Jahr 2008 zu einem der fünf schlechtesten englischsprachigen Schachbücher der letzten zwei Jahrzehnte. Winters 1989er Besprechung von Divinsky und Raymond Keene's Buch "Warriors of the Mind" war ebenfalls negativ. In diesem Buch verglichen die Autoren große Schachmeister im Laufe der Geschichte unter Verwendung einer fortgeschrittenen mathematischen Behandlung; obwohl notwendigerweise unvollkommen aufgrund der generationsbedingten Entwicklung im Schachspiel, war es in der Tat die Pionierarbeit auf diesem Gebiet.

## Familie und die Ehe mit Kim Campbell
Divinsky war dreimal verheiratet. Aus seiner ersten Ehe hatte er drei Töchter: Judy, Pamela und Mimi. Divinsky lernte die 22 Jahre jüngere Kim Campbell kennen, als sie Ende der 1960er-Jahre an der University of British Columbia studierte. Ihre Beziehung dauerte an, während Campbell an der London School of Economics promovierte, und die beiden heirateten 1972. Es war seine zweite Ehe und ihre erste. Divinsky hatte einen starken Einfluss darauf, Campbell für politische Aktivitäten zu interessieren. Die beiden ließen sich 1983 scheiden, aber sie blieben in gutem Einvernehmen. Aus ihrer Ehe gingen keine Kinder hervor. Er starb im Alter von 86 Jahren in Vancouver, überlebt von seiner dritten Frau Marilyn Goldstone.